# Emanuel Ranný
Emanuel Ranný, případně též Emanuel Ranný ml., (3. února 1943 Brno – 31. srpna 2022) byl český malíř a grafik, působící v Třebíči. Jeho otcem byl malíř a grafik Emanuel Ranný st. (1913–2008), matkou byla Zdenka Ranná, rozená Samsonová (1919–1990), amatérská malířka nevšedního talentu a bratrem Michal Ranný (1946–1981), taktéž malíř.
Působil v uměleckých skupinách Sdružení Q a Sdružení českých umělců grafiků Hollar.
Je držitelem Kamenné medaile Kraje Vysočina a Ceny města Třebíče.

## Biografie
Emanuel Ranný po absolvování gymnázia v Tišnově a Střední uměleckoprůmyslové školy v Brně roku 1964 nastoupil do propagačního oddělení továrny na pletací stroje UNIPLET v Třebíči. Po smrti bratra roku 1981 opustil zaměstnání a začal se věnovat pouze umělecké tvorbě .

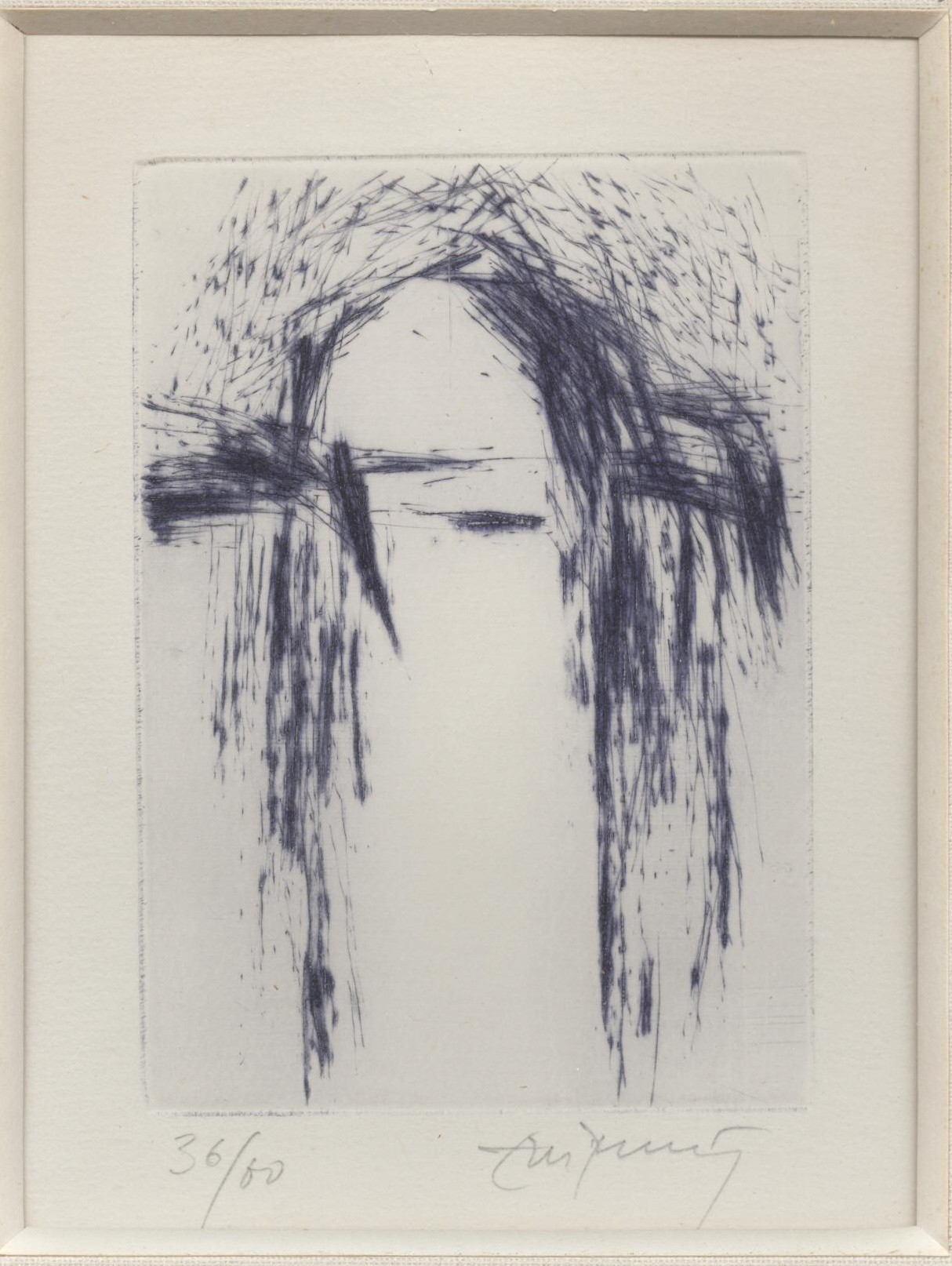
Emanul Ranný Grafický list

Od roku 1964 používal grafickou techniku suchá jehla, od roku 1985 spolupracoval s Janem Skácelem, jemuž graficky doprovázel básně, které ve formě bibliofilií sám vydával. V roce 1994 získal cenu Ministerstva kultury. V roce 2018 bibliofilsky vydal ke společným 75. narozeninám (spolu s Martinem Hilským) 75. sonet Williama Shakespeara v Hilského překladu, v roce 2020 vydal 77. sonet téhož autora. Jeho posledním grafickým dílem je bilingvní bibliofilské vydání 80. sonetu, jehož oficiálního představení veřejnosti se již bohužel nedožil.

## Ocenění
- 1989, Mention spécial – Festival de Gravure, Menton, Francie
- 1990, Cena Českého literárního fondu, Praha
- 1991, Purchase Award – Biennial of Graphic Art, Ljubljana, Slovinsko
- 1994, Nejkrásnější kniha roku – Cena Ministerstva kultury ČR, Praha
- 1994, Honorary Distinction – Intergrafia – World Award Winners Gallery, Katowice, Polsko
- 2000, Hlavní cena – Grafika roku, Praha
- 2000, Purchase Award – Triennial of Graphic Art, Bitola, Makedonie
- 2000, Parchemin d' Honneur – Triennale Mondiale d' Estampes, Chamaliéres, Francie
- 2002, Čestné uznání – X. Trienále ex libris, Chrudim
- 2007, Grand Prix – International Graphic Art Biennial, Užice, Srbsko
- 2007, Diplom – Ural Print triennial,  Ufa, Rusko
- 2009, Speciální cena – Grafika roku, Praha
- 2012, Kamenná medaile – nejvyšší ocenění Kraje Vysočina
- 2012, Cena města Třebíče

## Výstavy

### Samostatné výstavy
- 1977, Okresní knihovna, Třebíč – s Vlastimilem Tomanem
- 1981, Radnice, Tišnov – s rodiči a bratrem
- 1982, Poetická kavárna Alfa, Třebíč
- 1983, Galerie KVZ Modřínová, Třebíč
- 1984, Divadlo hudby, Olomouc
- 1984, Galerie A. Trýba, Brno
- 1985, Galerie Stari grad, Plovdiv, Bulharsko
- 1986, Galerie Čs. Spisovatel, Brno
- 1986, Horácké divadlo, Jihlava
- 1989, Museum, Záhřeb, Jugoslávie
- 1989, Galerie Stará radnice, Brno
- 1989, Ústav přístrojové techniky ČAV, Brno
- 1990, Galerie Melantrich, Praha
- 1991, Art galerie, Žďár nad Sázavou
- 1991, Galerie Ruf, Mnichov, Německo
- 1991, Galerie Klub, Kostelec nad Orlicí
- 1992, Galerie University Karlovy, Praha
- 1992, Galerie Typos, Brno
- 1992, Malovaný dům, Třebíč
- 1993, Karolinum, Praha
- 1993, Dům umění – Galerie Jaroslava Krále, Brno
- 1994, Městská knihovna v Praze – Galerie Artotéka Opatov, Praha
- 1994, Malovaný dům, Třebíč
- 1994, Národní divadlo, Brno
- 1995, Galerie EVN Forum, Maria Enzersdorf, Rakousko
- 1995, Studio Galerie Ruf im Gasteig, Mnichov, Německo
- 1995, Národní divadlo, Brno
- 1995, Malá galerie VÚVeL, Brno
- 1996, Galerie Genia Loci, Praha
- 1996, Gallery Indigo, Lake Oswego, U.S.A.
- 1997, Grayson Gallery, Woodstock, U.S.A.
- 1997, Galerie Platýz, Praha
- 1998, Malovaný dům, Třebíč
- 1999, Literární kavárna Academia, Praha
- 1999, Galerie Jamborův dům, Tišnov
- 1999, Divadlo Orfeus, Praha
- 2000, Galerie PRE, Praha
- 2000, Státní galerie výtvarného umění, Cheb
- 2000, Design salon Ranný Architects, Praha
- 2000, Galerie 6, Třebíč  – s Janem Padrnosem
- 2001, Památník národního písemnictví – Zimní refektář, Praha
- 2001, Galerie MIRO – Burzovní palác, Praha
- 2001, Zámecká konírna – Západomoravské muzeum, Třebíč
- 2001, Galerie Hlinky, Brno – s Pavlem Tasovským
- 2002, Oblastní galerie Vysočiny, Jihlava
- 2002, České centrum Drážďany, Německo –  s Jaroslavem Kovářem
- 2002, Dům umění, Znojmo
- 2002, Galerie Hollar, Zámek, Slavkov u Brna
- 2003, Galerie MIRO v kostele sv. Rocha, Praha
- 2003, Muzeum Kroměřížska, Kroměříž
- 2004, Galerie Hollar, Praha
- 2004, Městská knihovna v Praze – Galerie Artotéka Opatov, Praha
- 2005, Galerie Malovaný dům, Třebíč
- 2005, Galerie PRE, Praha
- 2005, Muzeum Vysočiny, Pelhřimov
- 2006, Malý španělský sál, Praha
- 2006, Galerie Duha, Prostějov
- 2006, Gallery IMA, Seattle, U.S.A. – s Jamesem Brownem
- 2007, Galerie U Betlémské kaple, Praha
- 2008, Horácké divadlo, Jihlava
- 2008, Gallery IMA, Seattle, U.S.A. – s Beth Adams
- 2008, Galerie Otakara Kubína, Boskovice
- 2008, Dům Gustava Mahlera, Jihlava
- 2009, Gallery IMA, Seattle, U.S.A. – s Davidem Smithem
- 2010, Výstavní síň PRE, Praha
- 2010, Divadlo Bez zábradlí, Praha
- 2012, Oblastní galerie Vysočiny, Jihlava
- 2012, Galerie Malovaný dům, Třebíč
- 2014, České centrum Paříž, Francie
- 2017, Mendelova univerzita, Zámek Křtiny
- 2018, Muzeum Vysočiny Třebíč, Zámecká konírna
- 2018, Památník písemnictví na Moravě, Rajhrad
- 2018, Galerie U Betlémské kaple, Praha

### České kolektivní výstavy
- 1978, Současná tvorba na Vysočině – Oblastní galerie Vysočiny, Jihlava
- 1981, Výtvarná tvorba na Vysočině – Oblastní galerie Vysočiny, Jihlava
- 1983, Moravská grafika – Dům umění, Brno
- 1983, IV. trienále exlibris, Chrudim
- 1984, IV. trienále exlibris – Galerie D, Praha
- 1985, Přehlídka československého výtvarného umění, Praha
- 1985, Výtvarní umělci Jihomoravského kraje –  Dům umění, Brno
- 1985, Výtvarníci Vysočiny – Oblastní galerie Vysočiny, Jihlava
- 1985, Žeň československého exlibris – Galerie na Mostě, Hradec Králové
- 1985, Třebíčští výtvarníci – Výstavní síň OKS, Třebíč
- 1986, Grafiek uit Moravia – Sociaal – cultureel centrum, Numansdorp, Holandsko
- 1986, Žeň československého exlibris – Galerie na Mostě, Hradec Králové
- 1986, Trienále českého exlibris, Chrudim
- 1987, Výstava členů SČVU – Dům umění, Brno
- 1987, Z tvorby třebíčských výtvarníků – Malovaný dům, Třebíč
- 1988, Současné české exlibris – Galerie D, Praha
- 1989, Současná česká grafika – Mánes, Praha
- 1989, Moravská grafika – Dům umění, Brno
- 1989, Přehlídka českého exlibris, Chrudim
- 1990, Současná česká kniha – Mánes, Praha
- 1990, Česká grafika – Gallery Bel Air, Los Angeles, U.S.A.
- 1991, Hosté Hollara – Galerie Hollar, Praha
- 1991, Magie přírody – Centrum české grafiky, Praha
- 1991, Sdružení Q – Dům umění, Brno
- 1991, Grafika – Galerie Hollar, Praha
- 1991, Sdružení Q – Galerie města Blanska, Blansko
- 1991, Sdružení Q – Záhorská galéria, Senica
- 1991, Grafika členů SČUG HOLLAR – Galerie výtvarného umění, Kladno
- 1991, Sdružení českých umělců grafiků Hollar – Galerie Praha, Bratislava
- 1992, Černobílá krajina – Státní galerie, Zlín
- 1992, Sdružení českých umělců grafiků Hollar – Mánes, Praha
- 1992, Česká grafika a plastika – Karolinum, Praha
- 1992, Společný letní atelier – Středoevropská galerie, Praha
- 1992, Česká a slovenská grafika – Československé kulturní centrum, Varšava, Polsko
- 1992, Černobílá krajina – Dům umění, Brno
- 1992, Současná česká grafika – Československé kulturní centrum, Berlín, Německo
- 1993, Sdružení Q – Dům umění, České Budějovice
- 1994, Nejkrásnější české knihy roku 1993 – Památník národního písemnictví, Praha
- 1996, Komorní grafika – Galerie Hollar, Praha
- 1996, Bienále kresby, Plzeň
- 1996, Bienále české grafiky, Ostrava
- 1996, Kniha Q – Dům pánů z Fanalu, Brno
- 1997, Sdružení Q – Werkstattgalerie, Heidelberg, Německo
- 1997, Sdružení českých umělců grafiků Hollar – Staroměstská radnice, Praha
- 1997, Salon Sdružení Q – Galerie města Blanska, Blansko
- 1997, Šlí party – Galerie U prstenu, Praha
- 1997, 3. Aukční salon výtvarníků – Karolinum, Praha
- 1997, 3. Festival komorní grafiky – Galerie Hollar, Praha
- 1998, Jubilanti – Galerie Hollar, Praha
- 1998, Grafika roku – Staroměstská radnice, Praha
- 1998, Zeitgenösische Grafische Kunst aus Tschechien – Goethe Institut, Staufen, Německo
- 1998, Krajina a prostor – Galerie Hollar, Praha
- 1998, Čeští výtvarní umělci Univerzitě Karlově – Karolinum, Praha
- 1998, 4. Festival komorní grafiky – Galerie Hollar, Praha
- 1998, Přehlídka české grafiky, Ostrava
- 1998, 4. Aukční salon výtvarníků – Karolinum, Praha
- 1999, Grafika roku – Staroměstská radnice, Praha
- 1999, Současná česká ilustrace – Galerie Hollar, Praha
- 1999, V. Festival komorní grafiky – Galerie Hollar, Praha
- 2000, Grafika roku – Staroměstská radnice, Praha
- 2000, Nejkrásnější české knihy roku 1999 – Památník národního písemnictví, Praha
- 2000, My, Markomani – Muzeum Vysočiny, Třebíč
- 2000, VI. festival komorní grafiky – Galerie Hollar, Praha
- 2000, 5. Aukční salon výtvarníků – Karolinum, Praha
- 2001, Zeitgenössische tschechische Grafik – Städtische Galerie Schwarzes Kloster, Freiburg im Breisgau, Německo
- 2001, Grafika roku – Staroměstská radnice, Praha
- 2001, Výtvarná Vysočina – Oblastní galerie Vysočiny, Jihlava
- 2001, Grafické vinobraní – Galerie Hollar, Praha
- 2001, Bienále drobné grafiky GRAFIX 2001 – Městské muzeum a galerie, Břeclav
- 2001, VII. festival komorní grafiky – Galerie Hollar, Praha
- 2002, Grafika roku – Staroměstská radnice, Praha
- 2002, Výtvarná Vysočina – Západomoravské muzeum, Třebíč
- 2002, Česká grafika – Galerie Mánes, Praha
- 2002, 6. Aukční salon výtvarníků – Karolinum, Praha
- 2002, Umění čtyř nápojů – Památník národního písemnictví, Praha
- 2002, Festival komorní grafiky – Galerie Hollar, Praha
- 2002, X. Trienále ex libris, Chrudim
- 2003, Jubilanti Hollaru – Galerie Hollar, Praha
- 2003, Současné české exlibris – Galerie Duha, Prostějov
- 2003, Nadace Hollar – Karolinum, Praha
- 2003, Současná česká grafika /SČUG Hollar/ – Jihočeské muzeum, České Budějovice
- 2003, 9. festival komorní grafiky – Galerie Hollar, Praha
- 2003, Sdružení Q – Galerie U Dobrého pastýře, Brno
- 2003, Longe de Perto (Sdružení Q) – Museo da Aqua, Lisabon, Portugalsko
- 2004, Daleko blízko (Sdružení Q) – Galeria Geraldes da Silva, Porto, Portugalsko
- 2004, České dny, Peking, Čína
- 2004, Komorní grafika – Galerie Hollar, Praha
- 2004, 7. Aukční salon výtvarníků – Karolinum, Praha
- 2004, Nadace HOLLAR – Oblastní galerie, Liberec
- 2005, Grafika roku – Clam-Gallasův palác, Praha
- 2005, Grafické techniky – Galerie Hollar, Praha
- 2006, Festival komorní grafiky – Galerie Hollar, Praha
- 2006, 8. Aukční salon výtvarníků – Karolinum, Praha
- 2006, Grafické techniky – Městský palác TEMPL, Mladá Boleslav
- 2006, Výběr z grafického díla – Galerie MIRO v kostele sv. Rocha, Praha
- 2006, Grafika roku – Clam-Galassův palác, Praha
- 2007, Pocta Václavu Hollarovi – Clam-Galassův palác, Praha
- 2007, Grafika roku – Clam-Galassův palác, Praha
- 2008, Jubilanti Hollaru – Galerie Hollar, Praha
- 2008, Grafika roku – Clam-Galassův palác, Praha
- 2008, Moravská bibliofilie po roce 1989 – Památník písemnictví na Moravě, Rajhrad
- 2009, Současné české umění, Astana, Kazachstán
- 2009, Grafika roku – Clam-Galassův palác, Praha
- 2009, Současné české umění – Bangkok, Thajsko
- 2010, Festival komorní grafiky, Galerie Hollar, Praha
- 2010, Výtvarné umění z Vysočiny – Chalons-en-Champagne, Francie
- 2011, Grafika roku – Clam-Galassův palác, Praha
- 2011, Duše krajiny, duch místa – Galerie U Betlémské kaple, Praha
- 2012, Festival komorní grafiky – Galerie Hollar, Praha
- 2013, Jubilanti Hollaru – Galerie Hollar, Praha
- 2013, XIX. Festival komorní grafiky – Galerie Hollar, Praha
- 2013, Jubilanti Hollaru – Muzeum a galerie, Mariánský Týnec
- 2014, Prostor – hmota – světlo – Galerie U Betlémské kaple, Praha
- 2014, Nová tvorba – Galerie Hollar, Praha
- 2014, 12. Aukční salon výtvarníků – Národní galerie, Veletržní palác, Praha
- 2015, České výtvarné umění – Galerie Energie Baden – Württemberg, Stuttgart,  Německo
- 2015, České výtvarné umění – Galerie Energie Baden – Württemberg, Karlsruhe, Německo
- 2016, Nová tvorba – Galerie Hollar, Praha
- 2017, HOLLAR Dnes – Obecní dům, Praha
- 2017, Šedesátá – devadesátá – Centrum Chagall, Ostrava
- 2017, Hollar – rok grafiky – Dům umění, Opava
- 2017, Svěřeno papíru (Umělecká beseda) – Hvězda, Uherské Hradiště
- 2017, Festival komorní grafiky – Galerie Hollar, Praha
- 2017, Hollaristé minulosti a přítomnosti – GVU, Havlíčkův Brod
- 2018, Jubilanti Hollaru – Galerie Hollar, Praha
- 2018, Hollar 100 + 1 – Severočeská galerie výtvarného umění, Litoměřice
- 2018, Vier aus Vysočina – Stadtmuseum, St. Pölten, Rakousko
- 2018, Kde domov můj – Rabasova galerie, Rakovník
- 2018, Umělci Vysočiny – OGV Jihlava

### Mezinárodní kolektivní výstavy
- 1983, Grafikbörse – Alte Handelsbörse, Lipsko, Německo
- 1985, Male Formy Grafiki – Galerie Sztuki BWA, Lodž, Polsko
- 1986, Internationale Exlibriswedstrijd – Internationaal Exlibriscentrum, Sint Niklaas, Belgie
- 1986, XI. Miedzinarodowe Biennale Grafiki, Krakov, Polsko
- 1986, International Exhibition of Miniature Art – Del Bello Gallery, Toronto, Kanada
- 1986, Intergrafia 86 – Gallery of Modern Art, Katovice, Polsko
- 1987, XVII. International Biennial of Graphic Art – Moderna Galerija, Lublaň, Jugoslávie
- 1987, Male Formy Grafiki – Galerie Sztuki BWA, Lodž, Polsko
- 1987, XIII. International Independante Exhibition of Prints – Prefectual Gallery, Kanazawa, Japonsko
- 1987, Mini Print International – Taller Galeria Fort, Barcelona, Španělsko
- 1987, III. International Biennial Print Exhibit – Taipei Fine Arts Museum, Tchaj-pej, Tchaj-wan
- 1987, Prints with a point – Hard Times Gallery, Bristol, Velká Británie
- 1987, Kunst m Art – Winkelcentrum, Rotterdam, Holandsko
- 1987, Internationaler Exlibris Wetttbewerb – Villa Clementine, Wiesbaden, Německo
- 1988, XII. Miedzinarodowe Biennale Grafiki, Krakov, Polsko
- 1988, Bienále ilustrací – Moravská galerie, Brno
- 1988, Intergrafia 88 – Gallery of Modern Art, Katovice, Polsko
- 1988, V. Mostra Internationale di Grafica – Accademia di Belle Arti, Katánie, Itálie
- 1988, III. Annual International Exhibition of Art – Del Bello Gallery, Toronto, Kanada
- 1989, Male Formy Grafiki – Galerie Sztuki BWA, Lodž, Polsko
- 1989, Biennale Miedziorytu, Lubin, Polsko
- 1989, XV. International Independante Exhibition of Prints – Prefectual Gallery, Kanazawa, Japonsko
- 1989, L’Europe des Graveurs – Bibliothéque Municipale de Grenoble, Grenoble, Francie
- 1989, XVIII. International Biennial of Graphic Art – Moderna Galerija, Lublaň, Jugoslávie
- 1989, II. Festival International de Gravure, Menton, Francie
- 1989, IV. International Biennial Print Exhibit – Taipei Fine Arts Museum, Tchaj-pej, Tchaj-wan
- 1989, Homes Homelesmess Invitational Exhibition – Herra Gallery, Wakefield, U.S.A.
- 1990, Premio Internationale per L’Incizione – Palazzina Piacenza, Biella, Itálie
- 1991, Male Formy Grafiki – Galerie Sztuki BWA, Lodž, Polsko
- 1991, Miedzinarodowe Triennale Grafiki, Krakov, Polsko
- 1991, XIX. International Biennial of Graphic Art – Moderna Galerija, Lublaň, Slovinsko
- 1991, V. International Biennial Print Exhibit – Taipei Fine Arts Museum, Tchaj-pej, Tchaj-wan
- 1991, Trienále evropské grafiky – Modrý pavilon, Praha
- 1992, International Grafik Trienalle Krakow, Norimberk, Německo
- 1993, XX. International Biennial of Graphic Art – Moderna Galerija, Lublaň, Slovinsko
- 1993, Male Formy Grafiki – Galerie Sztuki BWA, Lodž, Polsko
- 1993, Inter Kontakt Grafik Praha 93 – Mánes, Praha
- 1993, II. International Biennial of Graphic Art, Györ, Maďarsko
- 1993, International Sarajevo Art Aid – Mini Print Slovenija – Galerija Rotovž, Maribor, Slovinsko
- 1993, Centre de la Gravure – SAGA – Galerie d’Europe centrale, Paříž, Francie
- 1993, 1st International Mini Print Exhibition – Art Gallery, Maribor, Slovinsko
- 1994, Intergrafia 94 – World Award Winners Gallery, Katovice, Polsko
- 1994, International Print Triennial, Krakov, Polsko
- 1995, Norske Internasjonale Grafikk Triennale – Bibliotek, Fredrikstad, Norsko
- 1995, Intergrafia 94 Katowice – Kulturcentrum, Ronneby, Švédsko
- 1995, Intergrafia 94 Katowice, Banská Bystrica
- 1995, Cracow Print Triennial 94 – Consumenta 95, Norimberk, Německo
- 1996, XIV. Biennal d’Eivissa – Ibizagrafic 96 – Museu d’Art Contemporani d’Eivissa, Ibiza, Španělsko
- 1996, Súčasná svetová grafika – Galéria Médium, Ružomberok
- 1997, International Print Exhibition – Art Museum, Portland, U.S.A.
- 1997, Intergrafia 97 – World Award Winners Gallery, Katovice, Polsko
- 1997, International Print Triennial, Krakov, Polsko
- 1997, The Prints of the World, Kagawa, Japonsko
- 1998, Inter Kontakt Grafik 98, II. mezinárodní trienále grafiky – Staroměstská radnice, Praha
- 1998, Intergrafia 97 Katowice – Slovenská národná galéria, Bratislava
- 1998, Intergrafia 97 Katowice – City Gallery, Sofie, Bulharsko
- 1998, Agart World Print Festival – SMELT Gallery, Lublaň, Slovinsko
- 1998, Grafika malých formátov – Štátná galéria, Banská Bystrica
- 1998, Středoevropské bienále kresby, Plzeň
- 1998, Intergrafia 97 Katowice, Varna, Bulharsko
- 1998, Cracow Print Triennial 97 – Messezentrum, Norimberk, Německo
- 1999, Labyrinth: Vision and Interpretations of the Eternal Myth in Contemporary Printmaking, Johannesburg, Jižní Afrika
- 1999, Cracow International Triennial 97 – Museu de Arte Moderna, Rio de Janeiro, Brazílie
- 1999, Miedzynarodowa jubileuszowa wystawa litografii – Galeria DAP, Varšava, Polsko
- 1999, Mezinárodní jubilejní výstava litografie – Galerie MIRO, Praha
- 1999, Il Labirinto – Mole Vanvitelliana, Ancona, Itálie
- 1999, Edgar Allan Poe: Illustrations of a tormented Mind – Karolinum, Praha
- 1999, Premio Internationale per l’Incizione – Palazzina Piacenza, Biella, Itálie
- 1999, Laberinto, Museo de Arte Contemporáneo, Santiago de Chile, Chile
- 2000, Labyrinth: Vision and Interpretations of the Eternal Myth in Contemporary Printmaking – Qartai, Vilnius, Litva
- 2000, III. International Graphic Triennal – Museum and Art Gallery, Bitola, Makedonie
- 2000, 5. Triennale Mondiale d’Estampes Petit Format – Galerie d’Art Contemporain, Chamalieres, Francie
- 2000, International Exhibition of Miniature Art – Sharjah Art Museum, Sharjah, Spojené arabské emiráty
- 2001, V. Bienale Europea per l’Incizione, Acqui Terme, Itálie
- 2001, The 10th International Biennial Print and Drawing Exhibition – Fine Arts Museum, Tchaj-pej,Tchaj-wan
- 2001, International Exhibition of Mini Prints – Art Gallery, Tetovo, Makedonie
- 2002, ART PRAGUE – Veletrh současného umění – Mánes, Praha
- 2002, Kunst aus Osteuropa, – Galerie RUF, Mnichov, Německo
- 2003, Mezinárodní trienále komorní grafiky 2000 Chamalieres, Chrudim
- 2003, International Small Engraving Salon – Florean Museum, Baia Mare, Rumunsko
- 2003, ART PRAGUE – Veletrh současného umění – Mánes, Praha
- 2003, International Print and Drawing Exhibition – Silpakorn University, Bangkok, Thajsko
- 2003, Intergrafia – World Award Winners Gallery, Museum and the Royal Castle Niepołomice, Polsko
- 2003, Second International Biennial of Miniprints – Tetovo, Makedonie
- 2003, Eurografik KYIV – European Culture Integration Bridge – Lavra Gallery, Kyjev, Ukrajina
- 2004, Sixth Bharat Bhavan International Biennial of Print – The Museum of Fine Arts, Bhopal, Indie
- 2004, Eurografik MOSCOW – European Culture Intergration Bridge, Old Manege, Moskva, Rusko
- 2005, International Print Biennal, Varna, Bulharsko
- 2006, International Print Triennial, Krakov, Polsko
- 2006, Male formy grafiki, Gdaňsk, Polsko
- 2007, Bienal Internacional de Gravura Douro, Alijó, Portugalsko
- 2007, International Graphic Art Biennial, Užice, Srbsko
- 2007, International Print Biennial – Guanlan Art Museum Shenzhen, Čína
- 2007, 14th International Print Biennial, Varna, Bulharsko
- 2007, International Print Triennial Krakow, Horst – Janssen – Museum, Oldenburg, Německo
- 2007, Ural Print Triennial, Ufa Art Gallery – Ufa, Rusko
- 2007, 5. Mezinárodní trienále grafiky Praha 2007, Staroměstská radnice, Praha
- 2007, International Print Triennial Krakow, Künstlerhaus Vídeň, Rakousko
- 2007, Gyeongnam International Art Festival – Art Museum, Masan, Korea
- 2007, Mezinárodní trienále grafiky Praha – Stredoslovenská galéria, Banská Bystrica, Slovensko
- 2008, International Graphis Arts Triennial, Varšava, Polsko
- 2008, International Compentition Exhibition Mini Print – Museo d´Arte Paolo Pini, Milán, Itálie
- 2008, Mezinárodní bienále grafiky, Tetovo, Makedonie
- 2009, Křídla svobody – Galerie Ueltzen, Sommerhausen, Německo
- 2009, International Graphic Art Biennial, Užice, Srbsko
- 2009, Die Flügel der Freiheit – Galerie 729 im Lehel, Mnichov, Německo
- 2009, L‘ Arte il Torchio – Centro Culturale Santa Maria della Pieta, Cremona, Itálie
- 2009, Summer Exhibition – Galerie 729 im Lehel, Mnichov, Německo
- 2012, Creative Cities Collection – Fine Arts Exhibition London – Barbican Centre, Londýn, Velká Británie
- 2013, XI. Graphic Art Biennial Dry Point, Užice, Srbská republika
- 2013, GLOBAL PRINT 2013 – Museu Douro, Alijó, Portugalsko
- 2014, Miedzynarodowe Triennale Male Formy Grafiki, Lodž, Polsko
- 2014, Bienal Internacional de Gravura – Douro, Alijó, Portugalsko
- 2017, Miedzynarodowe Triennale Grafiki, Lodž, Polsko
- 2019, International Graphic Art Biennial, Užice, Srbsko